# Alutaguse Nationalpark
Alutaguse Nationalpark (estisk: Alutaguse rahvuspark) er en nationalpark i det østlige Estland. Parken blev etableret i 2018.
Parken ligger hovedsageligt på Alutaguselavlandet. Denne region er kendetegnet ved sparsom bebyggelsestæthed og høje procentdele af naturlige landskaber. Omtrent 54% af parken er moser, og 42% er skovklædte landskaber.
Mange sjældne arter lever i parken, herunder flyveegern, dalryper og sort stork.